# 罗莎·蒙特罗
罗莎·蒙特罗·加约（西班牙語：Rosa Montero Gayo，西班牙語發音：[ˈrosa monˈteɾo 'gaʝo]，1951年1月3日—）是西班牙当代作家、记者。

## 生平
1951年出生于马德里，父亲是斗牛士。5岁时写下了人生中的第一篇小说。1969年进入马德里大学学习，参与独立先锋剧团“牛虻”（Tábano）和“卡农”（Canon）。1970年转到马德里新闻学院新闻学专业，并开始从事记者的工作。
自1976年起，她开始在刚创刊没多久的《国家报》编辑部工作，撰写了许多风格独特的专栏文章。1979年，她的处女作《失恋纪实录》在当时西班牙文坛激起波澜。这部小说的背景是妇女解放运动的巅峰时刻，以第三人称视角讲述女主人公与一群女友的爱情和婚姻经历，通过对女性自我意识的描写与刻画，显现了西班牙妇女在社会政治转型时期所经历的各种变化和困境。1997年小说《食人肉者的女儿》获“西班牙长篇小说之春奖”。
1995年，她出版了《女性小传》，2005年中译本由南海出版公司在中国出版。这本书收录了她在国家报中以纪实风格创作的16篇西方杰出女性的传奇传记，包括法国女作家波伏瓦、乔治·桑、法国雕塑家卡米耶·克洛岱爾、奥地利作曲家阿尔玛·马勒和英国勃朗特三姊妹等知名人物。
2018年3月7日造访北京外国语大学并出席讲座，8日造访北京塞万提斯学院；10、11日参加了澳门国际文学节的开幕式，并举办讲座；12日在香港访问；14日在上海塞万提斯图书馆举办了讲座，15日在复旦大学举行了座谈会。

## 作品
| 原文标题                            | 中文译名                 | 首版年份 | 备注           |
| ----------------------------------- | ------------------------ | -------- | -------------- |
| España para ti para siempre         | 《西班牙永远给你》       | 1976年   | 国家报专栏文集 |
| Cinco años de país                  | 《国家报的五年》         | 1982年   | 国家报专栏文集 |
| La vida desnuda                     | 《赤裸的生活》           | 1994年   | 国家报专栏文集 |
| Historias de mujeres                | 《女性小传》             | 1995年   | 国家报专栏文集 |
| Entrevistas                         | 《访谈录》               | 1996年   | 国家报专栏文集 |
| Pasiones                            | 《激情》                 | 1999年   | 国家报专栏文集 |
| Estampas bostonianas y otros viajes | 《波士顿插图及其他旅行》 | 2002年   | 国家报专栏文集 |
| El nido de los sueños               | 《梦想的巢穴》           | 1991年   | 短篇小说集     |
| Amantes y enemigos                  | 《情人与情敌》           | 1998年   | 短篇小说集     |
| Crónica del desamor                 | 《失恋纪实录》           | 1979年   | 小说           |
| La función Delta                    | 《德尔塔函数》           | 1981年   | 小说           |
| Te trataré como a una reina         | 《我将待你如女王》       | 1983年   | 小说           |
| Amado amo                           | 《亲爱的老板》           | 1988年   | 小说           |
| Bella y oscura                      | 《美丽和阴暗》           | 1993年   | 小说           |
| La hija del caníbal                 | 《食人肉者的女儿》       | 1997年   | 小说           |
| El corazón del Tártaro              | 《地狱中心》             | 2002年   | 小说           |
| La loca de la casa                  | 《家里的疯女人》         | 2003年   | 小说           |
| Historia del Rey Transparente       | 《透明国王的故事》       | 2005年   | 小说           |

## 中文译本
- 罗莎·蒙特罗. . 新名著主义丛书. 由王军翻译. 南海出版公司. 2005年. ISBN 9787544227247.
- 罗莎·蒙特罗. . 新名著主义丛书. 由屠孟超翻译. 南海出版公司. 2006年. ISBN 9787544227254.

## 扩展阅读
- Spinrad, Norman. . On Books. Asimov's Science Fiction. 2013, 37 (10-11): 182–191 （英语）.